# Utricularia appendiculata
Utricularia appendiculata este o specie de plante carnivore din genul Utricularia, familia Lentibulariaceae, ordinul Lamiales, descrisă de A. Bruce. Conform Catalogue of Life specia Utricularia appendiculata nu are subspecii cunoscute.